# Lijst van ministers van Binnenlandse Zaken van Oostenrijk
Deze pagina bevat de lijst van ministers van Binnenlandse Zaken van Oostenrijk.

## Eerste Republiek
| #   | Naam                      | Periode                               | Politieke partij |
| --- | ------------------------- | ------------------------------------- | ---------------- |
| 1   | Heinrich Mataja           | 30 oktober 1918 – 15 maart 1919       | CSP              |
| 2   | Karl Renner               | 15 maart 1918 – 9 mei 1919            | SDAPÖ            |
| 3   | Matthias Eldersch         | 9 mei 1919 – 7 juli 1920              | SDAPÖ            |
| 4   | Walter Breisky            | 7 juli 1920 – 20 november 1921        | Partijloos       |
| 5   | Egon Glanz                | 20 november 1921 – 7 april 1922       | Partijloos       |
| 6   | Walter Breisky            | 7 april 1921 – 23 april 1921          | Partijloos       |
| 7   | Rudolf Ramek              | 23 april 1921 – 21 juni 1921          | CSP              |
| 8   | Leopold Waber             | 21 juni 1921 – 16 januari 1922        | GDVP             |
| 9   | Johann Schober            | 16 januari 1922 – 26 januari 1922     | Partijloos       |
| 10  | Walter Breisky            | 26 januari 1922 – 27 januari 1922     | Partijloos       |
| (9) | Johann Schober            | 27 januari 1922 – 31 mei 1922         | Partijloos       |
| 11  | Felix Frank               | 31 mei 1922 – 17 april 1923           | GDVP             |
| 12  | Ignaz Seipel              | 17 april 1923 – 22 november 1924      | CSP              |
| 13  | Rudolf Ramek              | 22 november 1924 – 20 oktober 1926    | CSP              |
| 14  | Ignaz Seipel              | 20 november 1926 – 4 mei 1929         | CSP              |
| 15  | Ernst Streeruwitz         | 4 mei 1929 – 26 september 1929        | CSP              |
| 16  | Vinzenz Schumy            | 26 september 1929 – 30 september 1930 | LB               |
| 17  | Ernst Rüdiger Starhemberg | 30 september 1930 – 4 december 1930   | Heimwehr         |
| 18  | Franz Winkler             | 4 december 1930 – 20 mei 1932         | LB               |
| 19  | Franz Bachinger           | 20 mei 1932 – 10 mei 1933             | LB               |
| 17  | Vinzenz Schumy            | 10 mei 1933 – 23 september 1933       | LB               |
| 18  | Robert Kerber             | 23 mei 1933 – 30 juli 1934            | CSP              |
| 19  | Emil Fey                  | 30 juli 1934 – 29 oktober 1935        | Heimwehr         |
| 20  | Eduard Baar-Baarenfels    | 29 oktober 1935 – 3 november 1936     | VF               |
| 21  | Kurt Schuschnigg          | 3 november 1936 – 6 november 1936     | VF               |
| 22  | Edmund Glaise-Horstenau   | 6 november 1936 – 16 januari 1938     | VF               |
| 23  | Arthur Seyß-Inquart       | 16 februari 1938 – 13 maart 1938      | NSDAP            |

## Tweede Republiek
| #  | Naam                 | Periode                             | Politieke partij |
| -- | -------------------- | ----------------------------------- | ---------------- |
| 1  | Franz Honner         | 27 april 1945 – 20 december 1945    | KPÖ              |
| 2  | Oskar Helmer         | 20 december 1945 – 16 juli 1959     | SPÖ              |
| 3  | Josef Afritsch       | 16 juli 1959 – 27 maart 1963        | SPÖ              |
| 4  | Franz Olah           | 27 maart 1963 – 21 september 1964   | SPÖ              |
| 5  | Hans Czettel         | 21 september 1964 – 19 april 1966   | SPÖ              |
| 6  | Franz Hetzenauer     | 19 april 1966 – 9 januari 1968      | ÖVP              |
| 7  | Franz Soronics       | [9 januari 1968 – 21 april 1970     | ÖVP              |
| 8  | Otto Rösch           | 21 april 1970 – 8 juni 1977         | SPÖ              |
| 9  | Erwin Lanc           | 8 juni 1977 – 24 mei 1983           | SPÖ              |
| 10 | Karl Blecha          | 24 mei 1983 – 2 februari 1989       | SPÖ              |
| 11 | Franz Löschnak       | 2 februari 1989 – 6 april 1995      | SPÖ              |
| 12 | Caspar Einem         | 6 april 1995 – 28 januari 1997      | SPÖ              |
| 13 | Karl Schlögl         | 28 januari 1997 – 2 mei 2000        | SPÖ              |
| 14 | Ernst Strasser       | 2 mei 2000 – 11 december 2004       | ÖVP              |
| 15 | Günther Platter      | 11 december 2004 – 22 december 2004 | ÖVP              |
| 16 | Liese Prokop         | 22 december 2004 – 2 januari 2007   | ÖVP              |
| 17 | Wolfgang Schüssel    | 2 januari 2007 – 11 januari 2007    | ÖVP              |
| 18 | Günther Platter      | 11 januari 2007 – 30 juni 2008      | ÖVP              |
| 19 | Wilhelm Molterer     | 30 juni 2008 – 1 juli 2008          | ÖVP              |
| 20 | Maria Fekter         | 1 juli 2008 – 21 april 2011         | ÖVP              |
| 21 | Johanna Mikl-Leitner | 21 april 2011 – 21 april 2016       | ÖVP              |
| 22 | Wolfgang Sobotka     | 21 april 2016 – 18 december 2017    | ÖVP              |
| 23 | Herbert Kickl        | 18 december 2017 – heden            | FPÖ              |
| 24 | Eckart Ratz          | 22 mei 2019 – 3 juni 2019           | onafhankelijk    |
| 25 | Wolfgang Peschorn    | 3 juni 2019 – 7 januari 2020        | onafhankelijk    |
| 26 | Karl Nehammer        | 7 januari 2020 – heden              | ÖVP              |